# 鹿島北共同発電所
鹿島北共同発電所（かしまきたきょうどうはつでんしょ）は、茨城県神栖市にある火力発電所。

## 概要
鹿島臨海工業地帯で工場を操業する三菱ケミカル（旧・三菱化学）や鹿島石油など12社が出資して設立した鹿島北共同発電株式会社が経営する発電所であり、各社への電力及び蒸気の供給を行っている。
付近には、鹿島南共同発電鹿島発電所の他、JERA鹿島火力発電所がある。

## 発電設備

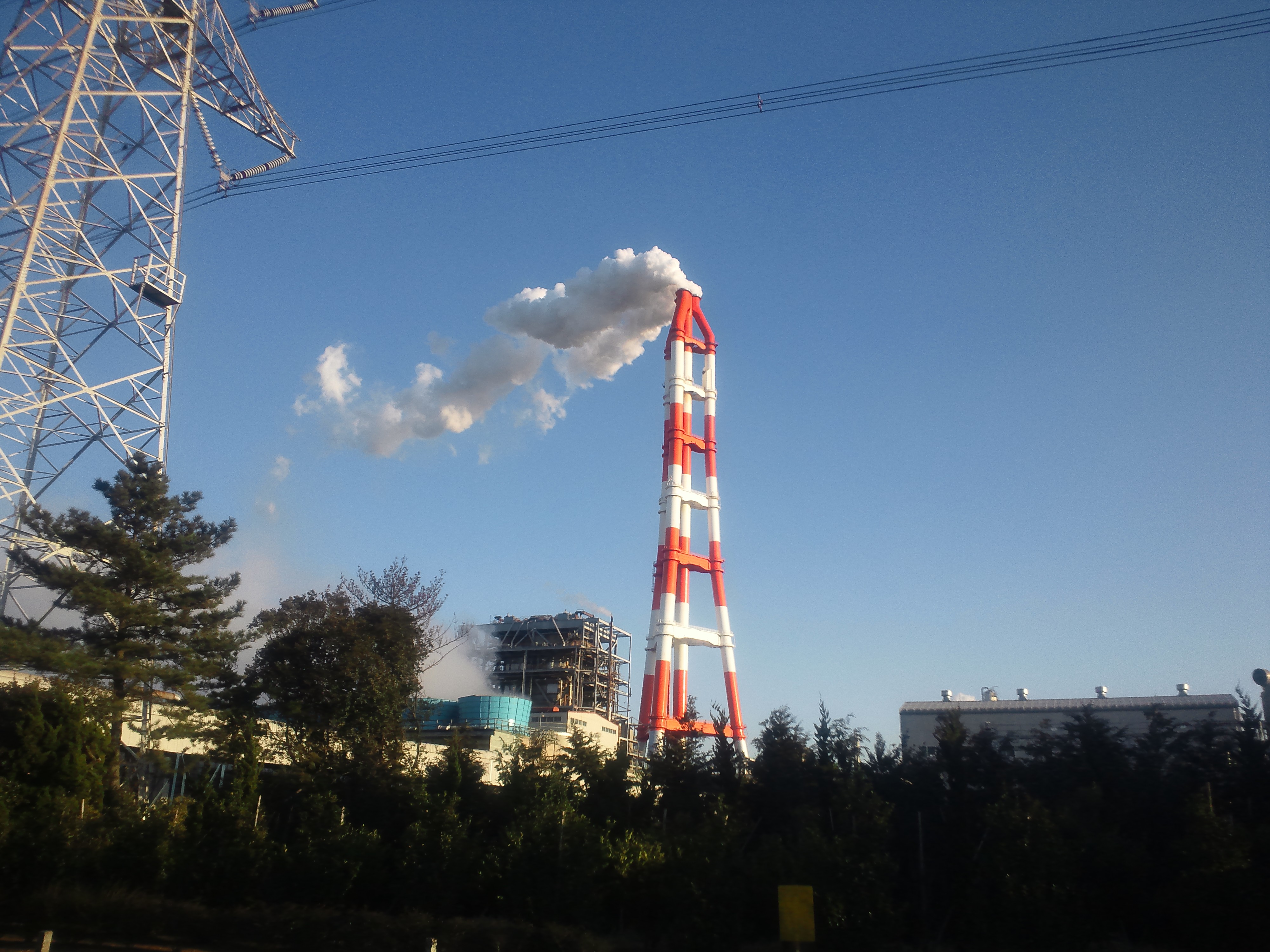
2012年1月31日撮影

- 総出力：65万kW[2]

1号機
定格出力：9.5万kW
使用燃料：石油コークス

2号機
定格出力：12.5万kW
使用燃料：重油

3号機
定格出力：16.5万kW
使用燃料：SDAピッチ

4号機
定格出力：15万kW
使用燃料：石油コークス

5号機
定格出力：7万kW
使用燃料：石油コークス

ガスタービン発電機
定格出力：3.5万kW